# Faro di Punta Scorno
Il faro di Punta Scorno (in sassarese Faru di Punta Scornu, in sardo Faru de Punta Iscòrniu) è un faro dell'isola dell'Asinara. È uno dei fari più antichi della Sardegna ancora in funzione.

## Storia
Il 16 febbraio 1854 il Re di Sardegna ne autorizzò la costruzione al seguito della segnalazione del generale Alfonso La Marmora, il quale aveva fatto notare la necessità di un più adeguato sistema di segnalamenti lungo le coste sarde. Il faro fu progettato per essere di primo ordine, dotandolo di una lenticolare a luce bianca fissa con portata di 30 miglia ed un'ampiezza del settore illuminante di 260°. La luce del faro venne accesa per la prima volta nel 1859. Per 118 fu stabilmente presidiato da un fanalista fino al 1977, anno della sua completa automatizzazione.

## Architettura
La costruzione è formata da una torre circolare di 35 metri posta sopra un edificio a base quadrangolare con due terrazzi. Il faro si trova ad un'elevazione di 80 metri ed ha una portata di 16 miglia nautiche.